# Pump It Up

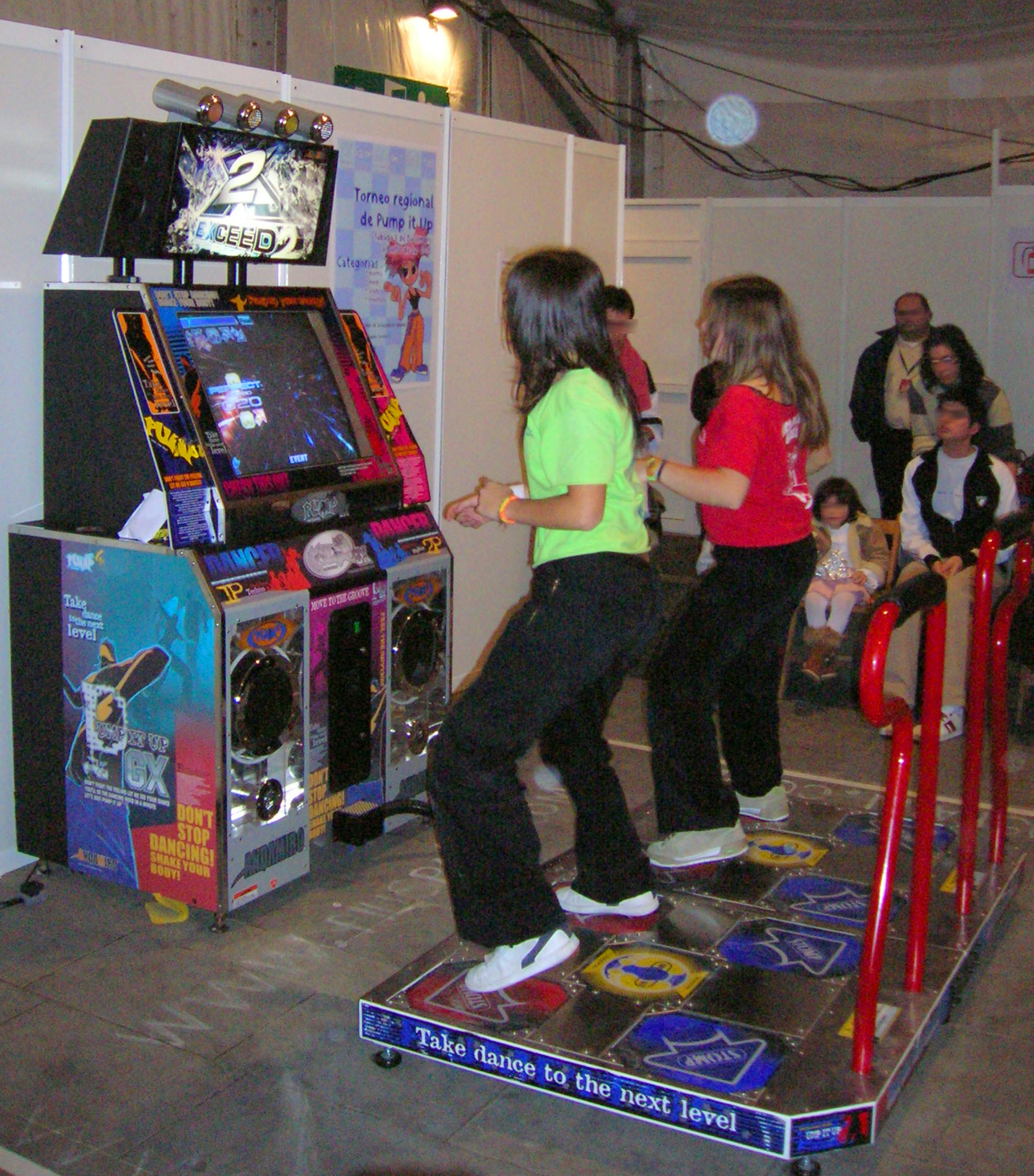
Pump It Up

Pump It Up – seria gier muzycznych stworzona przez koreańską firmę Andamiro. Polega na stawianiu stóp na wyznaczonych panelach kwadratowej maty lub platformy, w rytm odtwarzanego utworu i w kolejności wyświetlonej na ekranie. Na platformie dla jednego gracza znajduje się pięć paneli: cztery strzałki zamieszczone na ukos oraz guzik spoczynku na środku maty. W niektórych trybach istnieje możliwość grania na dwóch platformach (10 panelach) przez jednego gracza.
Do tej pory w serii ukazało się kilkadziesiąt gier na automaty do gier, konsole Playstation Portable, Playstation 2, Microsoft Xbox oraz komputery PC.